# 4433-as mellékút (Magyarország)
A 4433-as számú mellékút egy bő 16 kilométer hosszú, négy számjegyű országos közút Békés vármegye délkeleti részén; Kétegyházát köti össze a megyeszékhely Békéscsabával.

## Nyomvonala
Békéscsaba Erzsébethely (Jamina) nevű városrészének déli részén indul, egy körforgalmú csomópontból, amely egyben a 446-os főút felől érkező, a belvároson át húzódó 444-es főútnak egyik csomópontja. Kezdeti szakasza a Gyár utca nevet viseli délkeleti irányba tartva, majd a Gyár utca folytatásától hegyes szögben elválva a Kígyósi út nevet veszi fel. Egy kilométer után, Makkosház városrész északnyugati részén egy újabb körforgalmon halad át, majd nagyjából 1,7 kilométer után egészen megközelíti a Szolnok–Békéscsaba–Lőkösháza-vasútvonal és Békéscsaba–Kétegyháza–Mezőhegyes–Újszeged-vasútvonal közös nyomvonalon húzódó vágányait. Innen még mintegy másfél kilométeren át Kenderföldek városrész keleti szélét kíséri, majd elhagyja a vármegyeszékhely utolsó házait is, a 4. kilométere után pedig át is lépi a város határát.
Innentől Szabadkígyós területén folytatódik, de lakott részeket nem igazán érint, a központot több kilométerre elkerüli kelet felől. A 7,150-es kilométerszelvénye táján egy elágazáshoz ér: a kelet-nyugati irányban húzódó 4431-es úttal találkozik, amellyel körülbelül fél kilométernyi közös szakaszon halad tovább, kelet felé, tehát kilométer-számozás tekintetében a másik úttal ellenirányban. Így keresztezik a vasutat, ami után újra szétválnak, s a 4433-as út dél-délkelet felé folytatódik. A 8. kilométerénél elhalad a vasút 2009 óta nem működő Szabadkígyós vasútállomása mellett, 8,5 kilométer teljesítése után pedig újra délkeleti irányt vesz.
9,3 kilométer után az út átlép a Békéscsabai járásból a Gyulai járásba, ezen belül is Gyula területére. A város határvonalain belül mindvégig külterületek között halad, enyhébb irányváltásoktól eltekintve ezután is a délkeleti irányt követve. Már túl van a 15. kilométerén, amikor elhagyja Gyulát és átlépi az útjába eső utolsó település, Kétegyháza határát. A belterület szélét 15,8 kilométer után éri el, ott a Csabai utca nevet veszi fel, de nem sokkal ezután véget is ér, beletorkollva a 4434-es útba, kevéssel annak 12. kilométere után.
Teljes hossza, az országos közutak térképes nyilvántartását szolgáló kira.gov.hu adatbázisa szerint 16,212 kilométer.

## Települések az út mentén
- Békéscsaba
- (Szabadkígyós)
- (Gyula)
- Kétegyháza

## Története
Szabadkígyós és Kétegyháza közötti szakaszát a Kartográfia Vállalat 1970-ben megjelent, Magyarország autótérképe 1:525 000 című kiadványa nem tünteti fel, még fontosabb földút jelöléssel sem; az 1989-ben kiadott Magyarország autóatlasza ugyanezt a szakaszt földútként jelöli. Ezek alapján valószínűnek tűnik, hogy annak a szakasznak a kiépítésére csak később került sor.